# Рут Мичел
Рут Мичел (енгл. Ruth Mitchell; Милвоки, 30. април 1889 — Синтра, 24. октобар 1969) је била америчка новинарка и припадник Југословенске војске у Отаџбини.

## Породица и образовање
Рут Мичел је рођена 30. априла 1889. године у Милвокију, савезна држава Висконсин, као једанаесто дете Џона Мичела, угледног члана Демократске странке и сенатора Сједињених Америчких Држава. Њен рођени брат је био генерал Били Мичел, отац Америчког ратног ваздухопловства. Други брат је погинуо 1917. године у Француској, где се борио као војни пилот у Првом светском рату.
Школовала се у Милвокију и на Васер колеџу у Њујорку.
Удавала се три пута. Њен син Џон из првог брака, погинуо је у мају 1941. године као пилот Краљевског ратног ваздухопловства изнад Египта.
Радила је као дописник Илустрованих лондонских вести са Балкана, од 1938. године. Првобитно је дошла да би извештавала о венчању албанског краља Зога I, али је остала у Београду.

## Други светски рат
Била је уз четничке одреде Југословенске војске као извештач, мада поједини извори наводе да се најпре придружила четницима војводе Косте Миловановића Пећанца.
Ухапшена је од стране Гестапоа у Дубровнику 1941. године. Како су Сједињене Државе у тренутку њеног хапшења биле неутралне, она није погубљена. Касније је осуђена на смрт, али казна није извршена, пошто је размењена 1942. године за немачке заробљенике.

## Послератни живот
По хапшењу генерала Михаиловића 1946. године, јавно је критиковала судски процес против њега и оптуживала је Јосипа Броза Тита за сарадњу са усташама.
Организовала је хуманитарне акције за српску сирочад из Другог светског рата.
Од 1955. године је живела у Лондону, у стану где је некада живео лорд Џорџ Гордон Бајрон.

## Смрт
Последње године је провела у Синтри у Португалији, где је и умрла од срчаног удара 24. октобра 1969. године.